# Cent Francs par seconde
Pour plus de détails, voir Fiche technique et Distribution.
Cent Francs par seconde est un film français réalisé par Jean Boyer et sorti en 1953. Ce film est inspiré du jeu radio du même nom créé par Jacques Antoine. 

## Synopsis
À la suite d'un quiproquo, Philippe, sympathique jeune homme, est amené à participer par Fernand, un concurrent malchanceux, à l'émission radiophonique Cent Francs par seconde. Un coup sur la tête développe en lui un don de voyance qui lui permet de répondre brillamment à toutes les questions et de gagner des sommes folles. Ne voulant pas ruiner l'organisateur de l'émission qui est le père de Jacqueline, la jeune fille qu'il aime, il s'arrange pour tout perdre et gagner, par la même occasion, le cœur de la demoiselle.

## Fiche technique
- Titre : 100 frs par seconde
- Réalisation : Jean Boyer
- Scénario : Jean-Jacques Vital, d'après l'émission radiophonique de Jean-Paul Blondeau et Pierre Bellemare, adaptée par Jacques Antoine
- Adaptation : Jean Boyer, Serge Veber
- Dialogues : Serge Veber
- Assistants-réalisateur : Jean Bastia, Robert Guez
- Musique : Henri Betti
- Images : Charles Suin
- Opérateur : Marcel Franchi, assisté de Jean Castagnier et Jacques Chotel
- Son : Antoine Archimbaud, assisté de Jean Zann et Henri Richard
- Décors : Robert Giordani, assisté de Jean Mandaroux et Jacques d'Ovidio
- Costumes : Geneviève Kervine est habillée par Virginie
- Maquillage : Jean Ulysse
- Montage : Fanchette Mazin, assistée de Arlette Lalande
- Photographe de plateau : Emmanuel Lowenthal
- Script-girl : Cécilia Malbois
- Régisseur : André Guillot
- Chef de production : Jean Boyer, Jean-Jacques Vital
- Directeur de production : Walter Rupp
- Production : SGC, PAC, SN Pathé-Cinéma, Titanus
- Distribution : Pathé-Consortium
- Tournage : 5 août au 8 septembre 1952, dans les studios Franstudio (certaines scènes d'intérieur ont été tournées dans les appartements d'aujourd'hui des établissements Lévitan)
- Pays de production :  France
- Format : noir et blanc — 1.37:1 — monophonique Système RCA — 35 mm
- Tirage : Laboratoire GTC
- Genre : Comédie
- Durée : 88 min (DVD 1h21)
- Date de sortie : 
  - France : 9 janvier 1953 ou 2 janvier 1953 à Paris aux cinémas Paramount et Palais-Rochechouart[1]
- Visa d'exploitation : 13182

## Distribution
- Henri Génès : Fernand Dargueval, le petit ami de Louloutte
- Philippe Lemaire : Philippe Delteil, dessinateur chez M. Bourdinet
- Jeannette Batti : Louloutte, la petite amie de Fernand
- Jean-Jacques Vital : l'animateur de l'émission
- Geneviève Kervine : Jacqueline Bourdinet, la fille du directeur
- Jacques Eyser : le fakir Kirmah
- Gaston Orbal : le secrétaire de M. Bourdinet
- Fred Pasquali : M. Bourdinet, producteur de l'émission

Invités d'honneur par lettre alphabétique : 
- Bourvil
- Monsieur Champagne
- André Gillois
- Charles Rigoulot
- Ray Ventura

Non crédités :
- Nicolas Amato : le directeur du théâtre
- Luc Andrieux : Ricou, un mauvais garçon
- Jacques Antoine : un assistant de Vital
- Jack Ary : un cheminot en grève
- Jacky Blanchot : un cheminot en grève
- Alain Bouvette : le correspondant extérieur de l'émission
- André Carnège : un actionnaire
- Marcel Charvey : le cheminot en grève
- André Dalibert : un cheminot en grève
- Hubert de Lapparent : le spectateur qui change de place
- Monique Defrançois : la cliente du Fakir
- Germaine Delbat : Mlle Marthe, la secrétaire de M. Bourdinet
- Jacques Deray : l'autre mauvais garçon
- Gianni Esposito : un cheminot en grève
- Édouard Francomme : un cheminot en grève
- André Fuma : le jeune marié concurrent
- Emile Genevois : le vendeur de journaux
- Sylvain Lévignac : un spectateur
- Marcel Loche : un Gardien des établissements Bourdinet
- Robert Lombard : Roland, un prétendant de Jacqueline
- Franck Maurice : un cheminot en grève
- Emile Morel : l'actionnaire avec Bourdinet dans les coulisses de l'émission radio
- Dominique Page : l'épouse du jeune marié concurrent
- Roger Vincent : un actionnaire
- Jacques Morlaine